# Карлсплатц
Станция „Карлсплатц“ (на немски: Alte Stadtbahnstation Karlsplatz) е бивша станция на Виенската градска парна железница. Сградите над нивото на Карлсплац са широко известен пример за архитектура в стил Ар Нуво. Те са създадени от архитекта Ото Вагнер, който се явява основен консултант на транспортната комисия във Виена и за разлика от другите станции на градската железница са направени със стоманена конструкция и мраморни плочи в интериора.
Станциите са открити за използване през 1899 г. След като части от градската железница са преобразувани в метро се взема решение да се разрушат двете сгради, но по-късно е решено да се съхранят. Те са разглобени, ремонтирани и повторно сглобени на два метра по-голяма височина. След това една от сградите се използва за изложби на Виенския музей с вход към метрото, а другата се използва за кафене.